# 대구달성초등학교
대구달성초등학교는 대한민국 대구광역시 서구 원대동1가에 있는 공립 초등학교이다.

## 학교 연혁
- 1918년 5월 20일 달성공립보통학교(4년제) 개교설립인가 3월 29일
- 1922년 4월 1일 남자수업연한을 6년으로 연장
- 1925년 3월 16일 여자수업연한을 6년으로 연장
- 1938년 4월 1일 대구달성공립심상소학교로 변경[1]
- 1941년 4월 1일 대구달성공립국민학교로 변경[2]
- 1953년 6월 1일 노곡국민학교 분리 이관
- 1955년 4월 1일 침산국민학교 분리 이관(490명)
- 1959년 4월 1일 본관 3층 교실 준공
- 1984년 3월 1일 달산국민학교 분리 이관
- 1996년 3월 1일 현재 교명으로 변경[3]
- 2006년 11월 30일 역사관 개관
- 2010년 2월 9일 다목적 교실(체육관) 준공
- 2010년 11월 17일 인조잔디 및 우레탄 조성식
- 2011년 10월 15일 음지식물원 조성
- 2018년 5월 20일 개교 100주년
- 2019년 2월 1일 제97회 졸업식(63명 총 40,212명)
- 2019년 3월 4일 17학급 편성(특수 2학급 포함)
- 2020년 2월 12일 제98회 졸업식(67명 총 40,279명)
- 2020년 3월 1일 제44대 이종숙 교장선생님 부임
- 2020년 3월 1일 19학급 편성(특수 2학급 포함)
- 2021년 2월 10일 제99회 졸업식(46명 총 40,325명)
- 2021년 3월 1일 18학급 편성(특수 2학급 포함)

## 학교 상징
- 교화 - 장미 : 소박하면서 외형이 단정하고 참된 마음씨를 지녀 남들이 우러러보는 사람
- 교목 - 화양목 : 치밀하고 꾸준한 투지력을 가지고 불모지에도 견딜 수 있는 사람

## 주요 시설

### 운동장
대구달성초등학교 운동장(大邱達城初等學校運動場, Daegu Dalseong Elementary School Field)은 대한민국 대구광역시에 있는 스포츠 시설이다. 인조잔디 필드가 갖춰진 축구장이 설치되어 있다. 2000년 대구광역시장기 전국초등학교축구대회가 개최된 경기장이다.

## 같이 보기
- 대구달성초등학교 축구단

## 참고 문헌
- 대구달성초등학교 - 한국교육학술정보원 학교알리미